# Euphilotes oregonensis
Euphilotes oregonensis är en fjärilsart som beskrevs av Barnes och Mcdunnough 1917. Euphilotes oregonensis ingår i släktet Euphilotes och familjen juvelvingar. Inga underarter finns listade i Catalogue of Life.